# تیم راسرت
تیموتی جان راسرت  (به انگلیسی: Timothy John Russert) (۷ مه ۱۹۵۰ - ۱۳ ژوئن ۲۰۰۸) خبرنگار ٬ روزنامه‌نگار و وکیل آمریکایی بود. وی به مدت ۱۶ سال مجری برنامه دیدار با مطبوعات (Meet the Press) در خبرگزاری ان‌بی‌سی بود. وی همچنین رئیس دفتر خبرگزاری ان‌بی‌سی در واشینگتن بود. راسرت برنامه گفتگویی به نام «تیم راسرت» توسط خبرگزاری ان‌بی‌سی در تعطیلات آخر هفته را اجرا می‌کرد. وی خبرنگار و مهمان مکرر تودی شو و هاردبال بود. راسرت بسیاری از انتخابات ریاست جمهوری آمریکا را پوشش داده، و نظرسنجی وال استریت جورنال را در اخبار شبانه ان‌بی‌سی در زمان انتخابات ریاست جمهوری ۲۰۰۸ آمریکا ارائه کرد. مجله تایم راسرت را در لیست «۱۰۰ نفر با نفوذ و قدرت در جهان»، در سال ۲۰۰۸ قرار داد.

## دوران جوانی
راسرت در شهر بوفالو، ایالت نیویورک در کشور آمریکا در خانواده کاتولیک آمریکایی ایرلندی متولد شد. مادر او الیزابت (بتی)، خانه‌دار، و پدرش تیمیثی جوزف «راس بزرگ» راسرت، سپور و راننده کامیون روزنامه بود. که ۳۰ سال با هم زندگی کردند و در سال ۱۹۷۶ از هم جدا شدند. راسرت دومین فرزند، از چهار فرزند خانواده بود؛ و خواهران او بتی ان («بی اِی»)، کثلین («کیثی») و پاتریسیا («تریش») هستند.وی تحصیلات یسوعیون خود را از دبیرستان کنیسیوی در بوفالو تمام می‌کند. سپس فوق دیپلم خود را از دانشگاه جان کارول دریافت می‌کند؛ و به عنوان شاگرد اول از دانشکده حقوق کلیولند- مارشال در دانشگاه ایالتی کلیولند فارغ‌التحصیل می‌شود.

## شغل
راسرت کارش را با گذراندن امتحان حقوق در نیویورک و واشنگتن دی سی شروع کرد. بعد با پتریک موینیهان دمکرات نیویورکی در انتخابات سنای آمریکا در سال ۱۹۷۶ کار کرد. سپس به عنوان رئیس ستاد موینیهان از سال‌های ۱۹۷۷ تا ۱۹۸۲ خدمت کرد. وی سپس با ماریو کومو دمکرات نیویورکی در انتخابات فرمانداری در سال ۱۹۸۲ کار کرد؛ و به عنوان مشاور در دفتر فرماندار در آلبانی در سال‌های ۱۹۸۳ تا ۱۹۸۴ خدمت کرد.
راسرت در سال ۱۹۸۴ سیاست را کنار گذاشت و به دفتر خبرگزاری ان‌بی‌سی در واشینگتن پیوست. در سال ۱۹۸۵، اولین سخنرانی پاپ ژان پل دوم را در آمریکا ترتیب داد. وی در سال ۱۹۸۸ به عنوان رئیس دفتر خبرگزاری ان‌بی‌سی در واشینگتن انتخاب شد و چندی بعد به معاونت خبرگزاری ان‌بی‌سی ترقی یافت.

### دیدار با مطبوعات
راسرت برنامه صبح‌های یک شنبه به نام «دیدار با مطبوعات» (Meet the Press) را در سال۱۹۹۱ بدست گرفت و طولانی‌ترین مجری برنامه شد. نام برنامه به دیدار با مطبوعات توسط تیم راسرت تغییر کرد و بنا به درخواست وی، در سال ۱۹۹۲ برنامه به صورت برنامه یک ساعته تبدیل شد. همچنین برنامه به دلیل مصاحبه با افراد بزرگ دولتی نوجه مردم را به خود جمع کرد؛ به طوری که بیش از ۴ میلیون نفر هر هفته به این برنامه نگاه می‌کردند.
راسرت سعی می‌کرد قبل از مصاحبه بسیار در مورد مهمان برنامه تحقیق کند. وی به‌دنبال نقل قول‌ها و تصاویر و ویدیوهایی می‌گشت که متناقض با سخنان اخیر مهمان برنامه باشد و در برنامه آن‌ها را بیان می‌کرد و نشان می‌داد و از مهمان برنامه درخواست می‌کرد که موضع خود را در مورد آن مطلب مشخص کنند.

### پوشش خبرهای سیاسی و مناظرات
در زمان پوشش‌های خبری در انتخابات ریاست جمهوری آمریکا در سال ۲۰۰۰، راسرت تعداد مورد امکان خروجی هیئت انتخاب کنندگان رئیس جمهور را به وسیلهٔ تخته وایت‌بورد و ماژیک در زمان اجرای برنامه حساب کرد و به‌طور فوق‌العاده و بیاد ماندنی‌ای خروجی را جمع کرد و آن را وابسته به «فلوریدا، فلوریدا، فلوریدا» اعلام کرد. تیوی گاید آن لحظه را جزو یکی از ۱۰۰ لحظه بزرگ در تاریخ تلویزیون اعلام کرد. راسرت دوباره به‌درستی پیش‌بینی کرد که آخرین میدان جنگ در انتخابات ریاست جمهوری آمریکا در سال ۲۰۰۴، «اوهایو، اوهایو، اوهایو» است. در برنامه توکر در ام‌اس‌ان‌بی‌سی، راسرت آخرین میدان جنگ در انتخابات ریاست جمهوری آمریکا در سال ۲۰۰۸ را نیومکزیکو، کلرادو، آریزونا و نوادا اعلام کرد و گفت: «اگر دمکرات‌ها از سه ایلات از ایلات گفته شده پیروز خارج شوند، آن‌ها می‌توانند در اوهایو و فلوریدا ببازند، و ریاست جمهوری را از آن خود کنند.»

### نویسنده

کتاب «حکمت پدرانمان» راسرت

راسرت کتاب پر فروش «من و راس بزرگ»، شرح زندگی شخصی خود را در سال ۲۰۰۴ نوشت؛ که شرح وقایع زندگی خود در جنوب بوفالو در یک خانواده ایرلندی- آمریکایی طبقه کارگر و تحصیلاتش در دبیرستان کنیسیوس است. پدر راسرت تیمیثی جوزف راسرت، «راس بزرگ»، سرباز قدیمی جنگ جهانی دوم بود که بعد از جنگ در دو شغل کار می‌کرد، برداشتن ارزش‌های قوی خانواده تأکید می‌کرد، با ایمان بود، و هیچ وقت از راه میان‌بر به هدف‌هایش نرسید. راسرت ادعا کرد که بیش از ۶۰۰۰۰ نامه از مردم دربارهٔ تجربه‌های خودشان با پدرانشان دریافت کرده‌بود. وی کتاب «حکمت پدرانمان: درس‌ها و نامه‌ها از طرف دختران و پسران» که مجموعه‌ای از نامه‌های مردم به او بود را در سال ۲۰۰۵ منتشر کرد. این کتاب هم مانند کتاب قبلی او جزو پرفروش‌ترین کتاب‌ها قرار گرفت.

### نشان‌ها
راسرت در طول زمان کاریش ۴۸ دکترای افتخاری و تعداد زیادی نشان به دلیل برتریش در روزنامه‌نگاری دریافت کرد. نشان‌های وی شامل نشان ادوارد آر مرّو (Edward R. Murrow) از طرف سرپرست انجمن رادیو و تلویزیون، نشان جان پیتر زنگر (John Peter Zenger) آزادی رسانه‌ها، نشان لژون روزنامه‌نگاران آمریکایی (the American Legion Journalism)، نشان رسانه سربازان قدیمی جنگ‌های خارجی، نشان مدال افتخار روزنامه‌نگار جامعه و غیره هستند. راسرت همچنین نشان امی را در سال ۲۰۰۵ به دلیل پوشش مراسم دفن رونالد ریگان ریس جمهور سابق آمریکا دریافت کرد.

### ایالت‌های آبی و ایالت‌های قرمز
بر طبق واشینگتن پست، عبارت «ایالت‌های آبی و ایالت‌های قرمز» برای اولین بار توسط تیم راسرت بیان شد. این عبارت به ایالت‌های ایالات متحده آمریکا اشاره می‌کند که ساکنان آن‌ها در انتخابات ریاست جمهوری به‌طور برجسته‌ای به حزب جمهوری خواه یا حزب دموکرات رای می‌دهند.

## زندگی شخصی
راسرت و مرین اورث در مجمع ملی دمکرات در سال ۱۹۷۶ با هم آشنا شدند؛ و در سال ۱۹۸۳ با هم ازدواج کردند. اورث از سال ۱۹۹۳ خبرنگار مخصوص ونیتی فیر است. پسرشان لوک، در سال ۲۰۰۸ از دانشکده بوستون فارغ‌التحصیل شد و وی به همراه جیمز کارویل مجری رادیو اکس‌اام برنامه ورزش ۶۰/۲۰ است. راسرت به صورت مختصری در برنامه تلویزیونی آدم‌کش بازی کرد.

## مرگ
راسرت کمی پس از ساعت ۱:۳۰ در بعد از ظهر ۱۳ ژوئن ۲۰۰۸ در دفترش، که در دفتر خبرگزاری ان‌بی‌سی در واشنگتن است، غش کرد. وی در حال آماده شدن برای برنامه دیدار با مطبوعات یکشنبه‌ها بود. بقول برایان ویلیامز در زمان سخنرانیش در مرکز کندی در ۱۸ ژوئن، آخرین کلمه‌های راسرت «چه اتفاقی دارد می‌افتد؟»، بود و بعد غش کرد. یکی از کارمندان شروع به تنفس مصنوعی دادن به او می‌کند، در حالی که او نیازمند سی‌پی‌آر بود. بعد راسرت را به بیمارستان سیبلی بردند. در ساعت ۲:۲۳ دقیقه اعلام کردند که او مرده‌است.